# 抱喜報喜DoReMi
《抱喜報喜DoReMi》是中華電視公司（華視）綜藝節目，全能製作公司製作，1993年每星期六下午播出，是《抱喜報喜》的接檔節目，製作人王鈞，主持人曹蘭，固定班底黃子佼、姚黛瑋與李方。主題曲是將郭富城原唱的歌〈大家都知道〉副歌末兩句改為：「抱不報喜，沒有關係，沒有什麼了不起；你也抱喜，我也報喜，其實大家都報喜。」

## 單元
〈抱喜報喜DoReMi〉
以流行歌曲為題材的猜謎單元。攝影棚一側設三個由下往上開的自動門，三個門依序標示「1」、「2」、「3」，黃子佼、姚黛瑋、李方擔任「掌門人」各看守一個門。三隊來賓每人限時60秒，任選一個門並按鈕開門，第一次按鈕即開始倒數計時。開門後出現的掌門人，若是黃子佼，則題目是「猜主唱」；若是姚黛瑋，則題目是「猜歌名」；若是李方，則題目是「請接唱」。開門後，掌門人先喊「猜主唱」、「猜歌名」或「請接唱」，再唱歌出題。
來賓必須依掌門人所唱之歌詞作答：「猜主唱」時，依黃子佼所唱之歌詞回答主唱者是誰；「猜歌名」時，依姚黛瑋所唱之歌詞回答歌名；「請接唱」時，依李方所唱之歌詞接唱下一句歌詞。每答對一題，鐘響兩聲，掌門人立即唱下一首歌給來賓猜；答錯則無鐘響聲，掌門人繼續唱同一首歌直到來賓答對。倒數計時至30秒，自動門立即關門，三個門隨意互換掌門人，來賓從另外兩個門中任選一個門並按鈕開門，繼續答題直到時間到；但關門時未答的一題，仍可作答。最後比較三隊答對題數，以最多者為優勝。
〈你給我記住〉
黃子佼、姚黛瑋、李方與三隊來賓比腕力。
〈棒打老虎雞吃蟲〉
外景猜拳單元。